# Редькино (Липецкая область)
Редькино — деревня Афанасьевского сельсовета Измалковского района Липецкой области.

## География
Редькино находится рядом с автотрассой Р119 Орёл-Тамбов. Через деревню проходит проселочная дорога, имеется одна улица — Сиреневая.
Также через Редькино протекает ручей Усерт, впадающий в реку Ясенок.

## Население
| 2010 |
| ---- |
| 6    |